# Running - Il vincitore
Running - il vincitore (Running) è un film del 1979 diretto da Steven Hilliard Stern.

## Trama
Storia di un corridore che nel 1976 riesce a partecipare, seppur con i suoi problemi, alla maratona dei Giochi olimpici di Montréal.